# Steam
Steam là một dịch vụ phân phối kỹ thuật số và cửa hàng trò chơi điện tử do Valve phát triển. Steam cung cấp cho người dùng khả năng cài đặt và tự động cập nhật các trò chơi trên nhiều máy tính khác nhau, và các tính năng cộng đồng như là danh sách bạn bè và hội nhóm, lưu trữ đám mây, và chức năng trò chuyện và đàm thoại trong lúc chơi trò chơi. Phần mềm này cung cấp sẵn một giao diện lập trình ứng dụng (API) miễn phí gọi là Steamworks, với nó các nhà phát triển có thể sử dụng để tích hợp nhiều chức năng của Steam vào sản phẩm của họ, bao gồm giao tiếp xã hội và bắt cặp ván đấu, thành tích trong trò chơi, giao dịch mua bán, và các hỗ trợ cho các nội dung do người dùng tạo ra thông qua Steam Workshop.

## Lịch sử phát triển
| 2002 | Thông báo và phát hành beta                  |
| 2003 | Phát hành chính thức                         |
| 2004 |                                              |
| 2005 | Quan hệ đối tác với nhà xuất bản đầu tiên    |
| 2006 |                                              |
| 2007 | Steam Community ra mắt                       |
| 2008 | Steamworks phát hành                         |
| 2008 | Matchmaking phát hành                        |
| 2009 | Steam Cloud                                  |
| 2010 | Mac OS X client phát hành                    |
| 2010 | Máy chủ Dịch thuật mở cửa                    |
| 2011 | Steam Workshop ra mắt                        |
| 2012 | Ứng dụng di động Steam được phát hành        |
| 2012 | Ra mắt Steam cho trường học                  |
| 2012 | Steam Greenlight ra mắt                      |
| 2012 | Big Picture Mode ra mắt                      |
| 2012 | Productivity software added to catalog       |
| 2013 | Linux client ra mắt                          |
| 2013 | Family Sharing ra mắt                        |
| 2014 | In-Home Streaming launched                   |
| 2014 | Steam Music launched                         |
| 2014 | Discovery 1.0 update                         |
| 2015 | Broadcast streaming launched                 |
| 2015 | Steam Hardware/SteamOS                       |
| 2015 | Steam Machines released                      |
| 2015 | Movies/TV purchases/renting added to library |
| 2016 | SteamVR launched                             |
| 2016 | Discovery 2.0 update launched                |
| 2017 | Steam Direct được phát hành.                 |
| 2018 | Steam.tv launched                            |
| 2019 | Remote Play launched                         |
| 2019 | Steam Labs launched                          |
| 2019 | Remote Play Together launched                |
| 2020 | Steam Cloud Play launched                    |

Đầu những năm 2000, Valve lúc này đang tìm cách để cập nhật trò chơi của họ, do việc tải xuống các bản vá cho các trò chơi điện tử nhiều người chơi dẫn đến phần lớn người chơi bị mất kết nối trong vài ngày cho đến khi đã cài đặt bản vá. Họ quyết định tạo ra một nền tảng giúp cập nhật trò chơi tự động và hỗ trợ các phưong thức chống gian lận (anti-cheat) và vi phạm bản quyền (anti-privacy). Valve đã liên hệ với một vài công ty, bao gồm Microsoft, Yahoo!, và Realnetwork để xây dựng những tính năng trên nhưng bị từ chối.
Valve bắt đầu phát triển nền tảng của mình vào năm 2002, với mã là "Grid" và "Gazelle". Nền tảng Steam được công bố rộng rã tại Hội nghị các nhà phát triển trò chơi (Game Developers Conference) vào 22/03/2002, và ra mắt bản thử nghiệm (beta testing) vào cùng ngày. Trước khi Steam được thực hiện, Valve đã có một hợp đồng phát hành với Sierra Studios; phiên bản năm 2001 của bản hợp đồng cho phép Valve quyền phát hành trò chơi của Sierra Studios.  Valve đã đưa Sierra và chủ sở hữu Vivendi Games ra tòa vào năm 2002 vì cáo buộc vi phạm hợp đồng. Sierra phản kiện, khẳng định Valve đã tìm cách phá hoại hợp đồng bằng cách bán các trò chơi của họ trên nền tảng kỹ thuật số, cạch tranh trực tiếp với Sierra.
Steam được chính thức phát hành vào ngày 12 tháng 9 năm 2003 sau bản beta thành công của nó. Việc sử dụng Steam cho mọi game của Valve (công ty) là không cần thiết nhưng nó khá hữu ích khi chơi Counter-Strike vì chế độ multiplayer của tựa game này. Nhưng khi Half-Life 2 được phát hành vào 2004 thì Vavle bắt buộc mọi Game thủ phải tải và cài đặt Steam thì mới chơi được Half-Life 2. Và điều đó là bắt buộc cho mọi Trò chơi điện tử khác của Valve. Cho đến năm 2005, Valve bắt đầu hợp tác với những studio khác và phát hành những game của họ thông qua Steam. Năm 2007, Valve đã thuyết phục được những nhà phát hành game lớn như Activision, Capcom bán những tựa game của họ qua Steam. Năm 2008 Steam được thêm tính năng cho phép cập nhật những bản patch cho game.